# Ков'ярі
Ков'ярі́ — село в Україні, у Львівському районі Львівської області. Населення - 101 осoбa. Орган місцевого самоврядування — Солонківська сільська рада.
У квітні 2015 року громада Свято-Михайлівської церкви УАПЦ прийняла рішення перейти до УПЦ КП.

## Населення
За даними всеукраїнського перепису населення 2001 року, у селі мешкала 101 особа. Мовний склад села був таким:
| Мова       | Число ос. | Відсоток |
| ---------- | --------- | -------- |
| українська | 101       | 100      |